# Tsukano Masaki
Masaki Tsukano (sinh ngày 12 tháng 10 năm 1970) là một cầu thủ bóng đá người Nhật Bản.

## Sự nghiệp câu lạc bộ
Masaki Tsukano đã từng chơi cho Honda, Vissel Kobe, Tokyo Gas và SC Tottori.